# Ashi ni sawatta kōun
Ashi ni sawatta kōun (足に触った幸運?) è un film del 1930 diretto da Yasujirō Ozu, oggi perduto.

## Distribuzione
Il film è stato distribuito esclusivamente in Giappone, essendo andato perduto nel corso dei bombardamenti della seconda guerra mondiale.

### Date di uscita
- 3 ottobre 1930 in Giappone[2]